# رايجاره
رايجاره رمزها «RG» (بالإنجليزية: Raigarh)‏ ، هو تقسيم إداري لدولة الهند تتبع ولاية تشاتيسغار (بالإنجليزية: Chhattisgarh)‏ ، مركزها هو مدينة رايجاره (بالإنجليزية: Raigarh)‏ عدد سكانها حسب تعداد سنة 2001 هو 14,93,627 ، مساحتها 7,068 كم² وكثافة السكان 179 لكل كم² .